# Mantinae
Los Mantinos (Mantinae) son una subfamilia de insectos mantodeos perteneciente a la familia Mantidae.

## Géneros
- Tribu: Archimantini
  - Archimantis
  - Austrovates
  - Coenomantis
  - Corthylomantis
  - Nullabora
- Tribu: Mantini
  - Mantilia 
  - Mantis
  - Mesopteryx
  - Omomantis
  - Palaeophotina
  - Pseudomantis
  - Reticulimantis
  - Rhodomantis
  - Statilia
- Tribu: Paramantini
  - Alalomantis
  - Bisanthe
  - Camelomantis
  - Hierodula
  - Hierodulella
  - Mantasoa
  - Notomantis
  - Paramantis
  - Pnigomantis
  - Pseudostagmatoptera
  - Rhombodera
  - Rhomboderella
  - Rhombomantis
  - Sphodromantis
  - Stictomantis
  - Tamolanica
  - Tarachomantis
  - Tisma
  - Tismomorpha
- Tribu: Polyspilotini
  - Calospilota
  - Plistospilota
  - Polyspilota
  - Prohierodula
  - Tenodera